# Седми вселенски събор
Седмият вселенски събор или Вторият никейски събор се провежда от 24 септември до 13 октомври 787 г. в град Никея (днес Изник). Свикан е от императрица Ирина и се ръководи от константинополския патриарх Тарасий. Целта му е осъждане на иконоборското учение, наложено във Византия от император Лъв III.

## Подготовка
Подготовката за нов Вселенски събор изисква да се избере нов патриарх, който да смени починалия си предшественик. При прослушването на кандидатите в двореца Магнаура, Ирина предложила императорския секретар Тесарий. Другите епископи иконоборци, които били там, не се съгласили, защото не желаели нов събор, който отново да позволи иконопочинането. Позовали се и на факта, че Тесарий не е в лоното на църквата. Тесарий не бил приет. Ирина го въвела набързо в църковната йерархия и на 25 декември 784 г. Константинопол посрещнал новия си вселенски патриарх. След това императрицата изпраща послание за свикване на нов Вселенски събор, включително и до римския папа Адриан.
На 27 октомври 785 година пристигнало послание от папата, в което той подкрепя Ирина в това ѝ начинание, но за да признае събора, искал да бъдат изпълнени следните правила:
– съборът от 754 г. да бъде анатемосан в присъствието на папските легати;
– императрицата и сенатът да признаят неприкосновеността на папските пратеници;
– връщането в римския диоцез на Южна Италия, която по-рано папа Лъв III предал под юрисдикцията на цариградския патриарх;
– константинополският патриарх да не се титулува вселенски.

## Разгонването на събора от 786 г.
Откриването на събора било насрочено за 7 август 786 г. в Константинопол. Епископите в града започнали преговори за саботаж на събора. Така на 6 август пред патриаршеския храм се провел митинг. Това не уплашило Ирина и на следващия ден тържествено е открит Седмият вселенски събор. Докато в храма, където заседавали, се четяло Евангелието, група въоръжени войници нахлула и заплашила със смърт присъстващите, ако внесат в храма идоли (икони). Присъстващите не могли да направят друго, освен да се разотидат.
Това не обезкуражило Ирина. От мерки за безопасност тя премества императорския двор в Тракия, а столичните легиони иконоборци са пратени в Мала Азия, където настъпват арабите.
Ирина пак свиква събор, но този път в Никея, за да подсигури неприкосновеността на присъстващите там епископи.

## Съборът от 787 г.
На 24 септември е открит тържествено Вторият никейски събор, на който императрицата не присъства лично, но изпраща представители. Проведени са общо осем заседания, по чиито решения иконопочитанието е узаконено, а на четвъртото заседание в заседателната зала е внесена икона. Последното заседание е в Константинопол и Ирина лично присъства на него. На 23 октомври съборът е закрит.